# Cantone di Écury-sur-Coole
Il Cantone di Écury-sur-Coole era una divisione amministrativa dell'arrondissement di Châlons-en-Champagne.
È stato soppresso a seguito della riforma complessiva dei cantoni del 2014, che è entrata in vigore con le elezioni dipartimentali del 2015.
Comprendeva i comuni di:
- Athis
- Aulnay-sur-Marne
- Breuvery-sur-Coole
- Bussy-Lettrée
- Cernon
- Champigneul-Champagne
- Cheniers
- Cheppes-la-Prairie
- Cherville
- Coupetz
- Écury-sur-Coole
- Faux-Vésigneul
- Jâlons
- Mairy-sur-Marne
- Matougues
- Nuisement-sur-Coole
- Saint-Martin-aux-Champs
- Saint-Pierre
- Saint-Quentin-sur-Coole
- Sogny-aux-Moulins
- Soudron
- Thibie
- Togny-aux-Bœufs
- Vatry
- Villers-le-Château
- Vitry-la-Ville